# Leishmania mexicana
Leishmania mexicana pertenece al género Leishmania. Es el agente causal de la leishmaniasis cutánea en México y América Central. La parasitosis se considera endémica en grandes áreas tropicales y subtropicales.
Leishmania mexicana es un protozoario parásito intracelular obligado que causa la forma cutánea de la leishmaniasis.
Esta especie de Leishmania se encuentra en América. La infección con L. mexicana ocurre cuando un individuo es picado por un flebótomo infectado que inyecta promastigotos infecciosos, los que son transportados en las glándulas salivales y expulsados por la proboscis, directamente a la piel.
El ciclo de vida de esta y otras especies de Leishmania comienza cuando un flebótomo infectado pica e inyecta promastigotos en la piel del huésped mamífero. Esos promastigotos son englobados por células fagocíticas, como macrófagos y células dendríticas. Los parásitos se mantienen dentro de una vacuola parasitófora, luego se transforman en amastigotos y se dividen hasta formar una membrana celular. Se liberan para infectar nuevas células en estadio de amastigotos. Cuando una mosca flebótomo no infectada pica a un mamífero infectado adquiere los amastigotos, que por lo tanto se transforman en promastigotos y se dividen en el interior de la mosca, esos promastigotos migran a la probóscide y pueden producir la enfermedad de leishmaniasis. No hay etapas sanguíneas en el ciclo de vida de L. mexicana (a diferencia de la malaria y la tripanosomiasis).

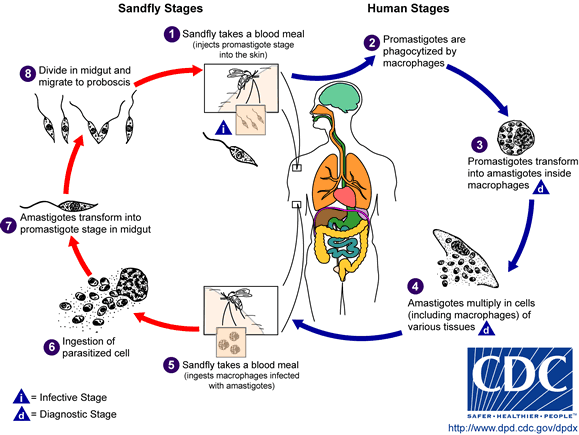
Ciclo de vida de Leishmania spp.

L. mexicana puede inducir manifestaciones cutáneas y cutáneas difusas en humanos. 
El tipo cutáneo desarrolla una úlcera en el sitio de la mordida, aquí los amastigotos no se propagan y las úlceras se vuelven visibles ya sea unos pocos días o varios meses después de la mordida inicial. El tipo cutáneo difuso comienza cuando el amastigote se difunde a través de la piel y se metastatiza a otro tejido. Este tipo no produce úlceras y no hay tratamiento.
El tratamiento de la leishmaniasis causada por L. mexicana consiste en antimoniales pentavalentes como pentostam o glucantime inyectados directamente en la úlcera o intramuscularmente.
La prevención de la infección por L. mexicana consiste principalmente en evitar la picadura de mosquitas flebótomos.